# Kalkhalbtrockenrasen Wiesenbronner Höhe
Der Kalkhalbtrockenrasen Wiesenbronner Höhe ist ein etwa ein Hektar großer, geschützter Landschaftsbestandteil. Das Gebiet liegt in Großlangheim, einem Markt im unterfränkischen Landkreis Kitzingen, südöstlich des Ortszentrums. Der Landschaftsbestandteil wurde im Jahr 1990 als Schutzgebiet ausgewiesen.

## Geographische Lage
Dieses Schutzgebiet befindet sich im Naturraum Steigerwaldvorland, am südöstlichen Rand des Marktes Großlangheim, nahe der Gemeindegrenze zu Kleinlangheim. Auch die Grenze zur Gemeinde Wiesentheid ist nur wenige hundert Meter entfernt.
Westlich des geschützten Landschaftsbestandteils liegt der Berg Weichselhecke (237 m ü. NHN), ebenfalls westlich befindet sich der Ort Großlangheim. Nordöstlich liegt der deutlich größere geschützte Landschaftsbestandteil Wechselfeuchte Wiese am Roth- und Heppensee, der mit über 18 Hektar zu den größten geschützten Landschaftsbestandteilen im Landkreis Kitzingen gehört.
Südlich des Kalkhalbtrockenrasens beginnt das Mittelgebirge Steigerwald, das nahezu identisch mit dem gleichnamigen Naturpark ist. Dort schließt auch das FFH-Gebiet Vorderer Steigerwald mit Schwanberg an.
Der geschützte Landschaftsbestandteil liegt innerhalb des Vogelschutzgebiets Südliches Steigerwaldvorland.

## Schutzstatus und Schutzgründe
Das Gebiet ist sowohl als geschützter Landschaftsbestandteil als auch als Biotop ausgewiesen. Es besteht aus zwei Teilflächen; das Biotop ist mit 0,88 Hektar geringfügig kleiner als der Landschaftsbestandteil.
Bei diesem Gebiet handelt es sich um eine auf einer Anhöhe gelegene Fläche südlich der Straße zwischen Großlangheim und Wiesenbronn. Sie liegt inmitten einer ausgeräumten Ackerlandschaft und wird von einem Kalkhalbtrockenrasen mit Gebüschkomplex geprägt. Das Gelände fällt leicht nach Westen ab und weist ein kleinteilig hügeliges Mikrorelief auf.
Der Halbtrockenrasen ist artenreich und typisch für magere Standorte. Neben Rapunzel-Glockenblume und Filz-Segge kommen Arten wie Karthäuser-Nelke, Färber-Ginster, Kleines Mädesüß, Echter Wiesenhafer und Wiesen-Schlüsselblume vor. In den Randbereichen finden sich Schlehengebüsche, versäumte Übergänge sowie Durchmischungen mit Glatthafer. Teilflächen gehen in nährstoffreichere Brachen über.
Die Nutzung erfolgt teils extensiv durch Beweidung oder Mahd. Einzelsträucher sowie dichte Gebüsche, zum Teil mit angepflanzten Gehölzen wie Kiefer, Eiche und Feldahorn, ergänzen die Struktur.
Darüber hinaus wurde der FFH-Lebensraumtyp Magerrasen, basenreich mit der Kennziffer 6210 nachgewiesen, was die hohe ökologische Bedeutung des Gebiets unterstreicht.

## Artnachweise
In diesem Gebiet wurden unter anderem folgende Arten nachgewiesen. Genannt werden nur solche, die entweder auf der Roten Liste Bayerns oder Deutschlands stehen:
Rapunzel-Glockenblume Filz-Segge, Karthäusernelke, Feld-Mannstreu, Kleines Mädesüß, Hügel-Erdbeere, Echter Wiesenhafer, Großes Schillergras, Steppen-Lieschgras, Wiesen-Schlüsselblume, Berg-Klee, Großer Ehrenpreis, Färber-Ginster.